# 特氏鰨
特氏鰨為輻鰭魚綱鰈形目鰨亞目鰨科的其中一種，為熱帶海水魚，分布於西印度洋坦尚尼亞至南非開普敦海域，體長可達11.8公分，棲息在底層水域，生活習性不明。